# Rumanová
Rumanová é um município da Eslováquia, situado no distrito de Nitra, na região de Nitra. Tem 11,66 km² de área e sua população em 2018 foi estimada em 829 habitantes.

## Demografia
| Ano:        | 1994 | 2004   | 2014   | 2024   |
| ----------- | ---- | ------ | ------ | ------ |
| Broj ljudi: | 824  | 772    | 831    | 859    |
| Razlika:    |      | -6,31% | +7,64% | +3,36% |

| Ano:               | 2023 | 2024   |
| ------------------ | ---- | ------ |
| Número de pessoas: | 857  | 859    |
| Diferença:         |      | +0,23% |